# (5606) Muramatsu
Pour les articles homonymes, voir Muramatsu.
(5606) Muramatsu est un astéroïde de la ceinture principale.

## Description
(5606) Muramatsu est un astéroïde de la ceinture principale. Il fut découvert le 1er mars 1993 à Kiyosato par Satoru Ōtomo. Il présente une orbite caractérisée par un demi-grand axe de 2,22 UA, une excentricité de 0,13 et une inclinaison de 7,1° par rapport à l'écliptique.

## Compléments